# 细鳞鲑
细鳞鲑（学名：Brachymystax lenok）为輻鰭魚綱鮭形目鲑科细鳞鲑属的鱼类，俗名金板鱼、闾鱼、花鱼。

## 特征
身体延长、侧扁，可长达0.7米，重達15公斤；背侧为紫灰色，具有黑色小圆斑，银灰色腹面，生殖期身体颜色变暗，并出现红色斑块；口较小，牙齿多，舌上也有牙齿；鳞细小。

## 习性和分布
生活於淡水，春季进入水流湍急、底多沙砾的支流中产卵，秋季回主流深处过冬。幼鱼过5－6年才成熟；卵沉性，直径约4毫米；亲鱼产卵后大量死亡；主要以无脊椎动物为食。
分布于俄罗斯、朝鲜以及汉水上游以北等，主要栖息于山区急流以及砾石底质河段。该物种的模式产地在叶尼塞河。